# Orden nacional del Leopardo

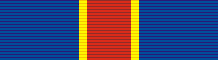
Cordón de la orden

Cordón de la orden (Zaire)

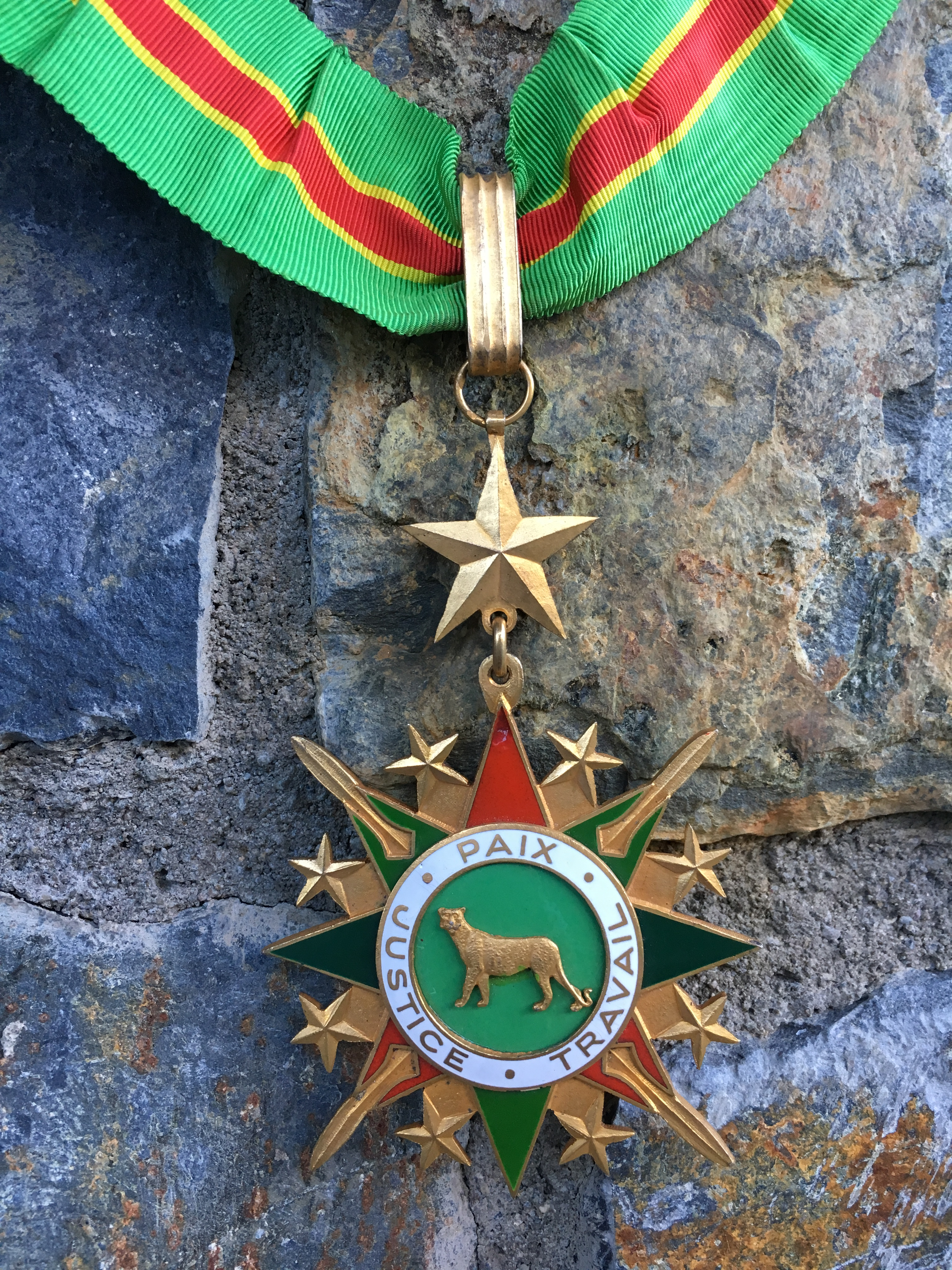
Comandante

La Orden Nacional del Leopardo es el honor más alto en la República Democrática del Congo. Fue establecido el 24 de mayo de 1966 por la ordenanza-ley n.º 66-330 del presidente Joseph-Désiré Mobutu. Recompensa los méritos militares o civiles eminentes rendidos a la República. 
El Presidente de la República es Gran Canciller de la Orden. La administración de la Orden se confía al Canciller. La Orden Nacional Leopard tiene cinco rangos: 
- Caballero
- Oficial
- Comandante
- Gran oficial
- Cordón grande

- Décorations du Congo Démocratique

- Datos: Q2071919
- Multimedia: National Order of the Leopard / Q2071919